# Auriscalpium vulgare
Auriscalpium vulgare là một loài nấm trong họ Auriscalpiaceae thuộc bộ Russulales được mô tả năm 1753 bởi Carl Linnaeus, người đã bao gồm nó như là một thành viên của loại nấm răng Hydnum, nhưng nhà nấm bệnh học người Anh Samuel Frederick Gray thừa nhận tính độc đáo của nó và năm 1821 chuyển nó đến chi Auriscalpium mà ông đã tạo ra để chứa nó. Nấm được phân bố rộng rãi ở châu Âu, Trung Mỹ, Bắc Mỹ và ôn đới Châu Á. Mặc dù phổ biến, kích thước nhỏ và màu nâu của nó dẫn nó được dễ dàng bỏ qua trong rừng thông nơi nó phát triển. A. vulgare nói chung không được coi là ăn được vì cấu trúc cứng rắn của nó, nhưng một số văn học lịch sử cho biết nó được sử dụng ở Pháp và Ý.
Quả thể mọc trên thân cây lá kim hoặc trên các nón cây lá kim có thể được chôn vùi một phần hoặc trong đất. Nắp màu nâu tối của nấm nhỏ, nâu được phủ bằng lông nâu mịn, và có đường kính lên tới 2 cm (0.8 in). Phía dưới nắp là một mảng nhô ra nhô ra những răng giả nhỏ ("răng") dài tới 3 mm; Ban đầu chúng có màu trắng tía-hồng trước khi chuyển sang màu nâu. Cây nâu đậm và lông dài, dài đến 55 mm (2,2 inch) và dày 2 mm, gắn với một cạnh mũ. Nấm tạo ra một bào tử trắng in ra khỏi bào tử spores.
Độ ẩm cao là điều cần thiết để phát triển cơ thể quả tốt nhất, và tăng trưởng bị ức chế bởi sự dư thừa của ánh sáng hoặc bóng tối. Các cơ quan trái cây thay đổi phản ứng địa lý của họ ba lần trong quá trình phát triển của chúng, giúp đảm bảo răng sẽ hướng xuống dưới để phóng thích bào tử tối ưu. Văn hoá thuần túy, sự phân chia tế bào và cấu trúc cực nhỏ của sợi nấm và sợi nấm của A. vulgare đã được nghiên cứu và mô tả để tìm kiếm các nhân tố hữu ích cho việc phân tích phát sinh loài. Khi nuôi cấy trong môi trường nuôi cấy, nấm có thể được tạo ra để tạo ra quả trong điều kiện thích hợp.

## Nơi sống và phân bố

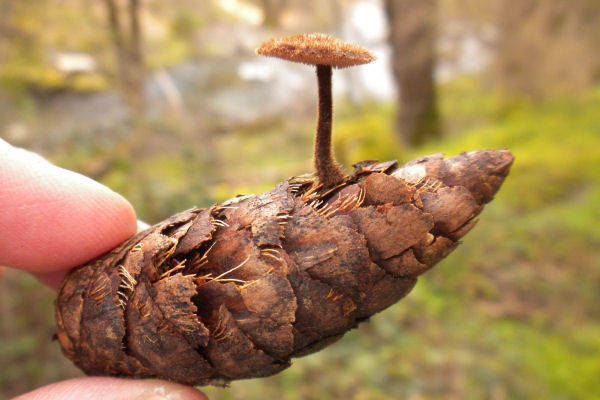
Mọc trên một cây linh sam Douglas

Auriscalpium vulgare là một loài hoại sinh. Nấm phát triển đơn lẻ hoặc tập trung trên các nón rụng của cây là kim, đặc biệt là những con vật được chôn hay bị chôn vùi một phần. Nó thường thích thông Scotland (Pinus sylvestris), nhưng cũng đã được ghi nhận mọc ở nón vân sam, và ở California chủ yếu phát triển trên các nón vân sam Douglas. Một tác giả ghi nhận việc tìm thấy nấm trên những cây kim vân trên những hang động sóc, nơi có những cone hình nón ở trên sàn rừng. A. vulgare được tìm thấy là một trong những loài chiếm ưu thế nhất được thu thập từ rừng hỗn hợp ở độ cao 2.600-3.000 m (8.500-9.800 ft). Trong một nghiên cứu được thực hiện ở vùng núi Laojun thuộc tỉnh Vân Nam, Trung Quốc, Một nghiên cứu về ảnh hưởng của phương pháp đốt và đốt ở vùng đông bắc Ấn Độ cho thấy nấm thích ăn quả nón cháy của cây Khasi, và số lượng quả trên các nón không đốt cháy tăng lên với chu vi hình nón.
Nấm được phân bố rộng rãi ở châu Âu, Trung và Bắc Mỹ, châu Á ôn đới, and Turkey. và Thổ Nhĩ Kỳ. Ở Bắc Mỹ, phạm vi của nó kéo dài từ Canada đến Vùng núi lửa xuyên Mexico phía nam thành phố Mexico. Loài nấm này phổ biến, xuất hiện vào mùa hè và mùa thu, mặc dù nó là dễ dàng bỏ qua vì kích thước nhỏ và màu nâu của nó  A. vulgare là đại diện duy nhất của chi của nó ở vùng ôn đới của bán cầu Bắc.